# Olympische Sommerspiele 2020/Leichtathletik – Dreisprung (Männer)
Der Wettkampf im Dreisprung der Männer bei den Olympischen Spielen 2020 in Tokio fand am 3. August 2021 (Qualifikation) und 5. August 2021 (Finale) im neuerbauten Nationalstadion statt.
Olympiasieger wurde der Portugiese Pedro Pablo Pichardo. Silber gewann der Chinese Zhu Yaming. Bronze ging an Hugues Fabrice Zango aus Burkina Faso.

## Rekorde

### Bestehende Rekorde
| Weltrekord         | Jonathan Edwards ( Großbritannien) | 18,29 m | Göteborg, Schweden     | 7. August 1995 |
| Olympischer Rekord | Kenny Harrison ( USA)              | 18,09 m | Finale OS Atlanta, USA | 27. Juli 1996  |

Der bestehende olympische Rekord wurde bei diesen Spielen nicht erreicht. Mit seinem weitesten Sprung auf 17,98 m im dritten Durchgang des Finales bei Windstille verfehlte der portugiesische Olympiasieger Pedro Pablo Pichardo diesen Rekord um elf Zentimeter. Zum Weltrekord fehlten ihm 31 Zentimeter.

### Rekordverbesserungen
Es wurden zwei neue Landesrekorde aufgestellt:
- 17,98 m – Pedro Pablo Pichardo (Portugal), dritter Durchgang des Finals am 5. August bei Windstille
- 17,43 m – Yasser Triki (Algerien), fünfter Durchgang des Finals am 5. August bei einem Rückenwind von 0,5 m/s

## Legende
Kurze Übersicht zur Bedeutung der Symbolik – so üblicherweise auch in sonstigen Veröffentlichungen verwendet:
| – | verzichtet                            |
| x | ungültig                              |
| r | Wettkampf nicht fortgesetzt (retired) |

## Ergebnisse

### Qualifikation
3. August 2021, Start: 9:00 Uhr (2:00 Uhr MESZ)
Die Athleten traten zu einer Qualifikationsrunde in zwei Gruppen an. Fünf Springer übertrafen die Qualifikationsweite von 17,05 m. Damit war die Mindestanzahl von zwölf Finalteilnehmern nicht erreicht. So wurde das Finalfeld mit sieben weiteren Wettbewerbern aus beiden Gruppen (hellgrün unterlegt) nach den nächstbesten Weiten aufgefüllt. Für die Teilnahme am Finale waren schließlich 16,83 m notwendig.

#### Gruppe A
| Platz | Name                 | Nation              | 1. Versuch Wind (m/s) | 2. Versuch Wind (m/s) | 3. Versuch Wind (m/s) | Resultat | Anmerkung |
| 1     | Zhu Yaming           | Volksrepublik China | 17,11 / +1,0          | –                     | –                     | 17,11    |           |
| 2     | Cristian Nápoles     | Kuba                | 17,08 / +0,4          | –                     | –                     | 17,08    | SB        |
| 3     | Andrea Dallavalle    | Italien             | 16,99 / −0,4          | 16,59 / ±0,0          | –                     | 16,99    |           |
| 4     | Will Claye           | USA                 | 16,78 / +0,3          | 16,88 / +0,6          | 16,91 / ±0,0          | 16,91    |           |
| 5     | Hugues Fabrice Zango | Burkina Faso        | 16,83 / +0,4          | 16,46 / +0,8          | 16,37 / +0,2          | 16,83    |           |
| 6     | Tobia Bocchi         | Italien             | 16,78 / −0,1          | 16,67 / −0,3          | 15,45 / ±0,0          | 16,78    |           |
| 7     | Wu Ruiting           | Volksrepublik China | x                     | 16,73 / +0,2          | 16,10 / +0,5          | 16,73    |           |
| 8     | Nazim Babayev        | Aserbaidschan       | 16,38 / +0,9          | 16,30 / −0,6          | 16,72 / +0,8          | 16,72    | SB        |
| 9     | Tiago Pereira        | Portugal            | 16,62 / −0,5          | 16,71 / ±0,0          | 15,79 / −0,3          | 16,71    |           |
| 10    | Mateus de Sá         | Brasilien           | 16,49 / +0,9          | x                     | 16,33 / ±0,0          | 16,49    |           |
| 11    | Carey McLeod         | Jamaika             | 15,82 / +0,1          | 16,01 / +0,1          | x                     | 16,01    |           |
| 12    | Alexsandro Melo      | Brasilien           | 15,65 / +0,5          | r                     |                       | 15,65    |           |
| 13    | Nelson Évora         | Portugal            | x                     | 15,39 / −0,5          | x                     | 15,39    |           |
| NMW   | Lascha Gulelauri     | Georgien            | x                     | x                     | –                     | ogV      |           |
| NMW   | Ruslan Qurbonov      | Usbekistan          | x                     | r                     |                       | ogV      |           |
| NMW   | Jean-Marc Pontvianne | Frankreich          | x                     | x                     | x                     | ogV      |           |

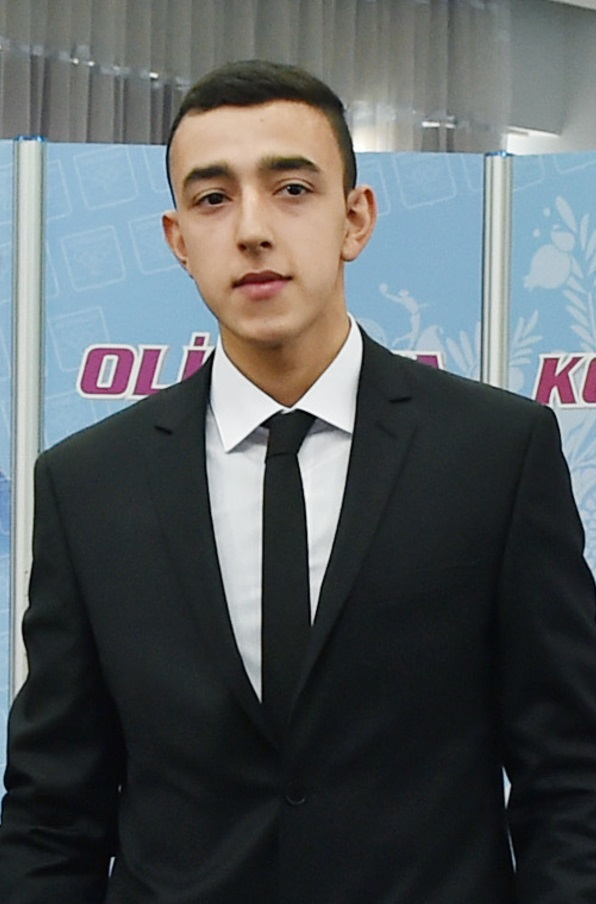
Nazim Babayev – ausgeschieden mit 16,72 m

Weitere in Qualifikationsgruppe A ausgeschiedene Dreispringer:

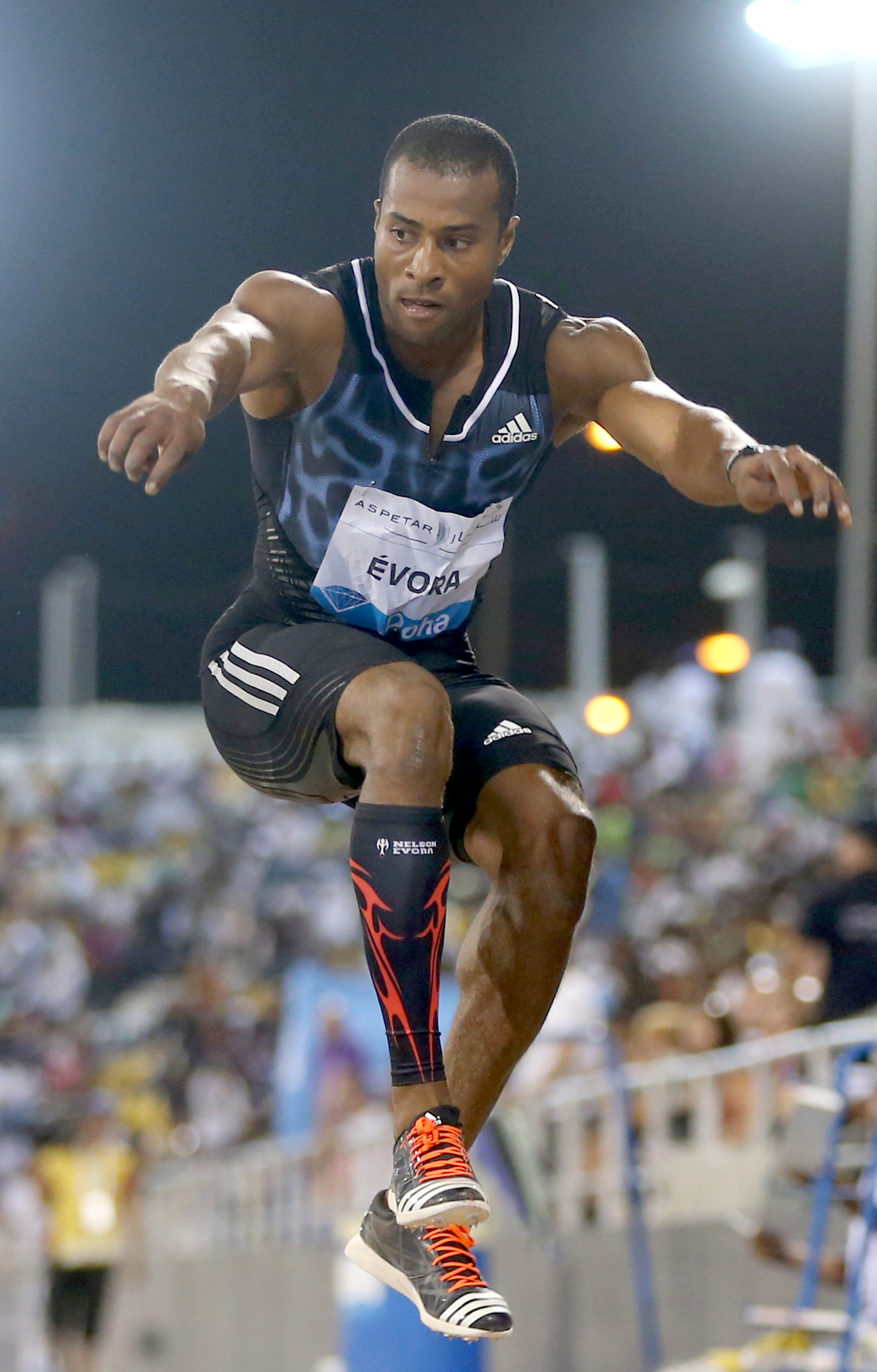
Nelson Évora – 15,39 m
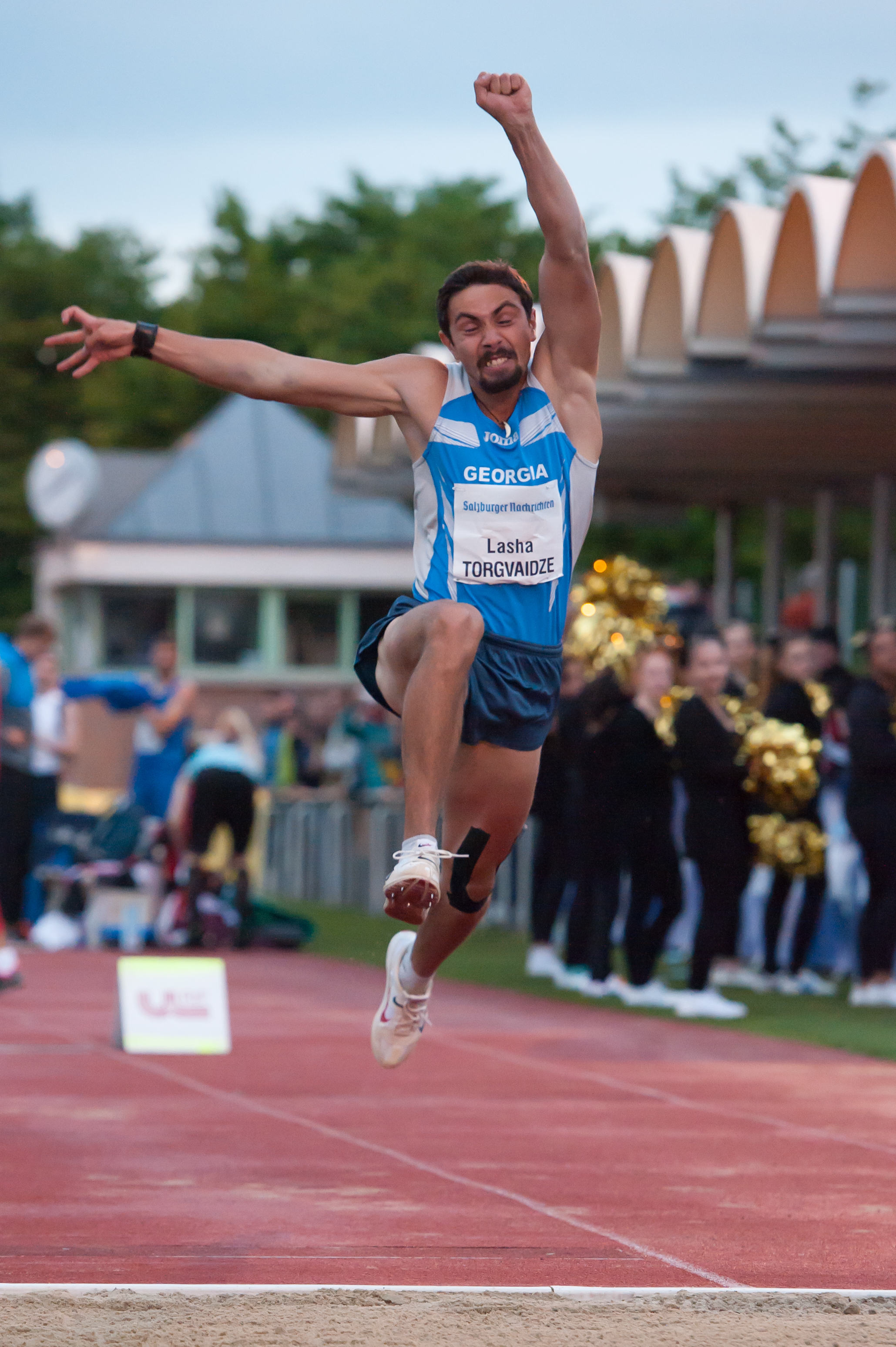
Lascha Gulelauri – kein gültiger Sprung
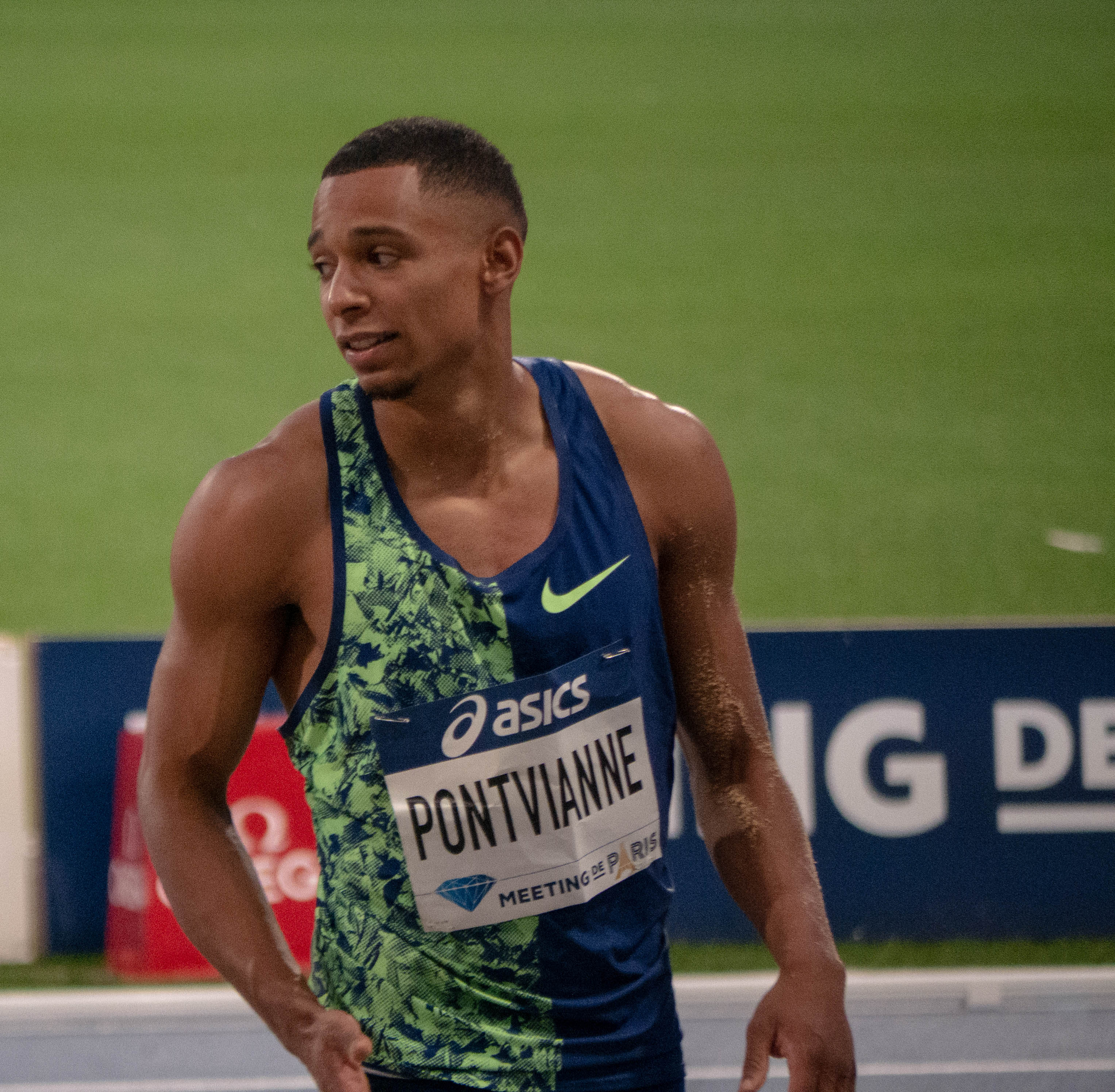
Jean-Marc Pontvianne – kein gültiger Sprung

#### Gruppe B
| Platz | Name                 | Nation              | 1. Versuch Wind (m/s) | 2. Versuch Wind (m/s) | 3. Versuch Wind (m/s) | Resultat | Anmerkung |
| 1     | Pedro Pablo Pichardo | Portugal            | 16,98 / +0,4          | 17,71 / +0,2          | –                     | 17,71    | SB        |
| 2     | Necati Er            | Türkei              | x                     | 16,70 / −1,3          | 17,13 / −0,9          | 17,13    |           |
| 3     | Yasser Triki         | Algerien            | 16,75 / −0,9          | 16,67 / −0,1          | 17,05 / −0,2          | 17,05    |           |
| 4     | Donald Scott         | USA                 | 17,01 / +1,0          | 16,43 / −0,1          | r                     | 17,01    |           |
| 5     | Emmanuel Ihemeje     | Italien             | 16,88 / −0,7          | x                     | 16,28 / −0,5          | 16,88    |           |
| 6     | Fang Yaoqing         | Volksrepublik China | 16,79 / +0,2          | 16,69 / +0,2          | 16,84 / −0,6          | 16,84    |           |
| 7     | Melvin Raffin        | Frankreich          | 16,49 / −0,2          | 16,83 / −0,8          | 16,58 / +0,2          | 16,83    |           |
| 8     | Max Heß              | Deutschland         | 13,79 / +0,9          | 16,69 / −0,6          | x                     | 16,69    |           |
| 9     | Chris Benard         | USA                 | 16,44 / +0,4          | 16,59 / −0,5          | 16,49 / −0,3          | 16,59    |           |
| 10    | Benjamin Compaoré    | Frankreich          | 16,59 / −0,2          | 16,39 / +0,3          | 15,29 / +0,2          | 16,59    |           |
| 11    | Lewon Aghasjan       | Armenien            | x                     | 16,42 / ±0,0          | x                     | 16,42    |           |
| 12    | Ben Williams         | Großbritannien      | x                     | 16,30 / −0,9          | x                     | 16,30    |           |
| 13    | Almir dos Santos     | Brasilien           | x                     | 16,27 / −0,5          | 16,27 / −1,8          | 16,27    |           |
| 14    | Pablo Torrijos       | Spanien             | 15,87 / +0,4          | x                     | x                     | 15,87    |           |
| NM    | Dimitris Tsiamis     | Griechenland        | x                     | r                     |                       | ogV      |           |
| DNS   | Andy Díaz            | Kuba                |                       |                       |                       |          |           |

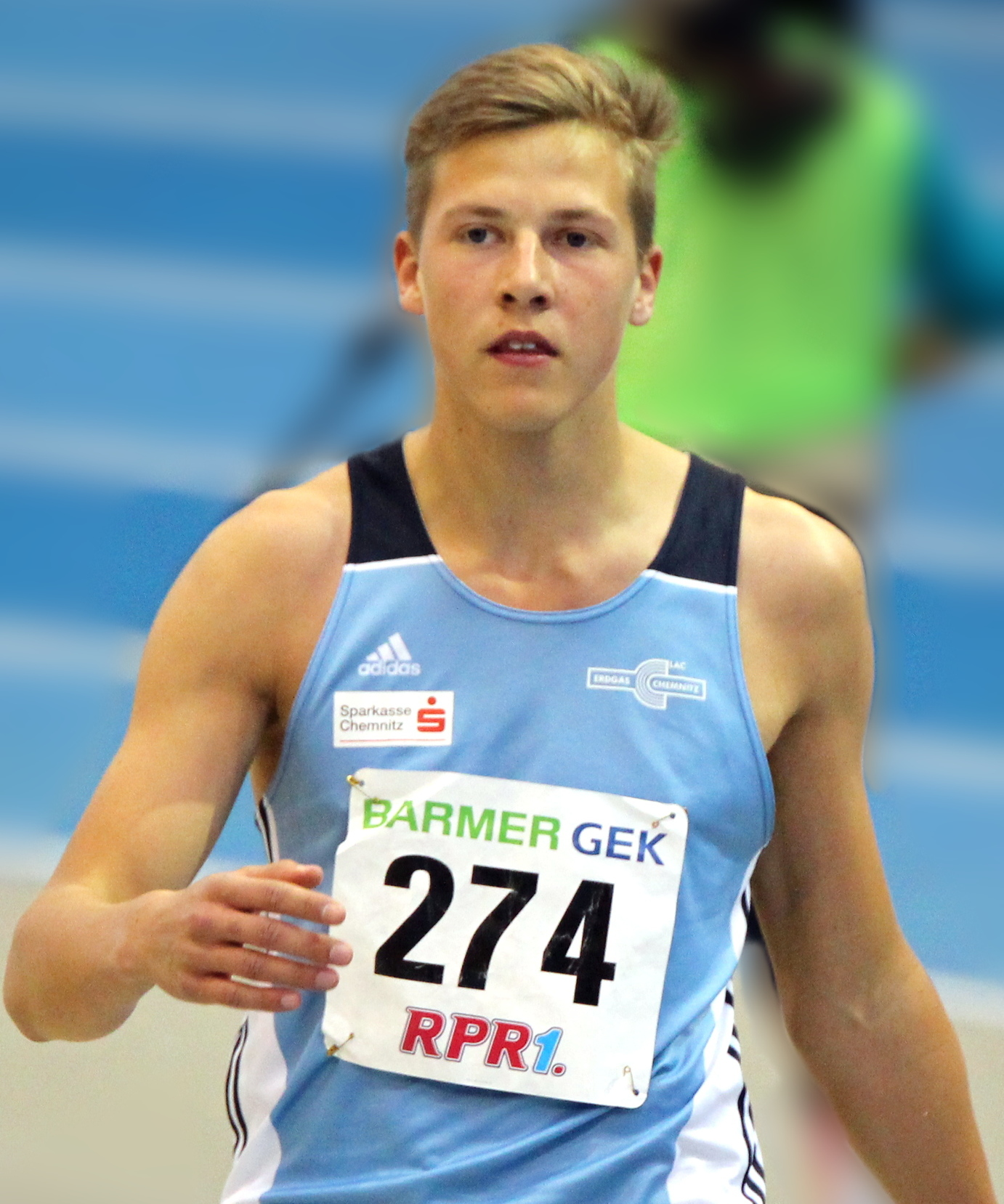
Max Heß – ausgeschieden mit 16,56 m

Weitere in Qualifikationsgruppe B ausgeschiedene Dreispringer:

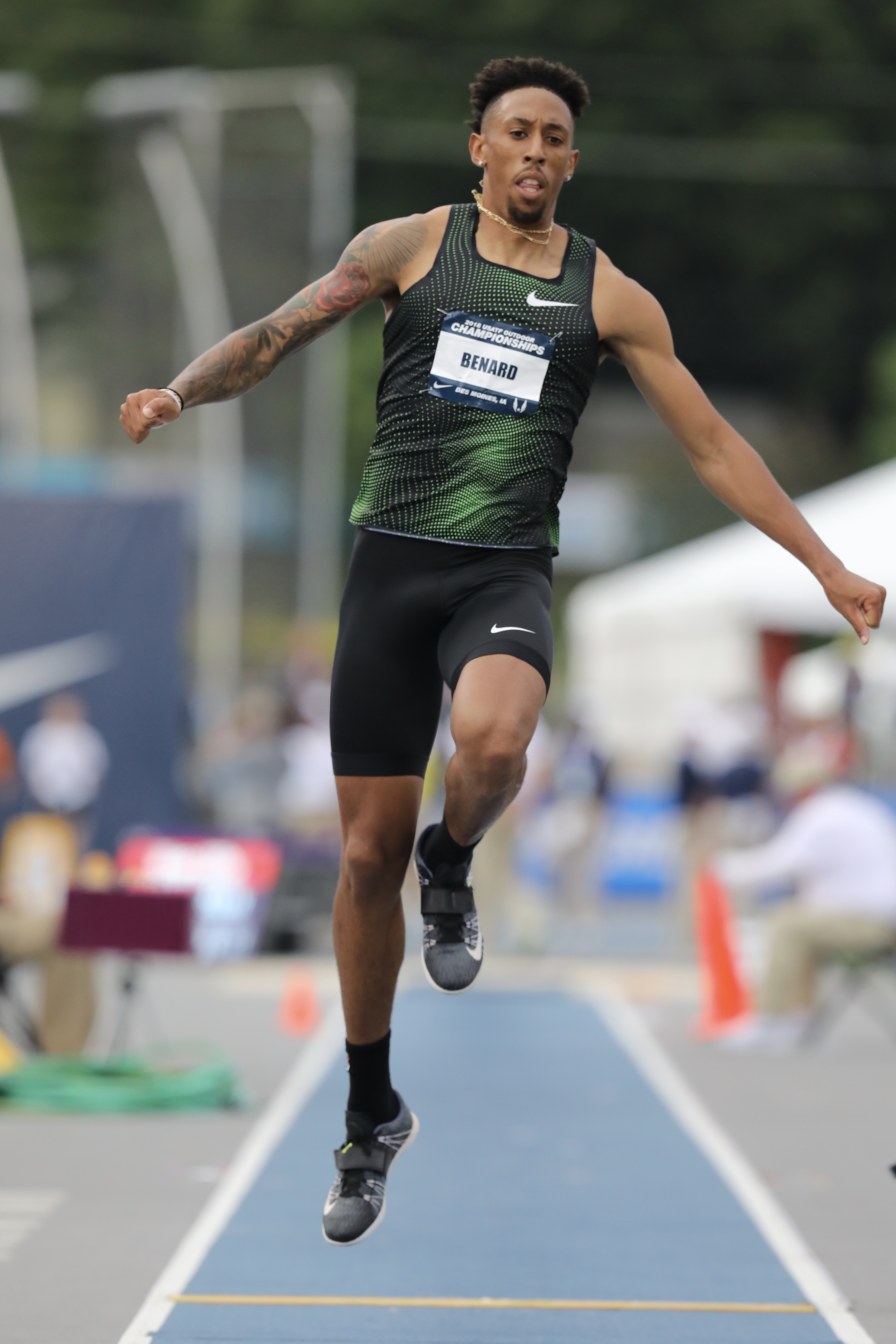
Chris Benard – 16,59 m
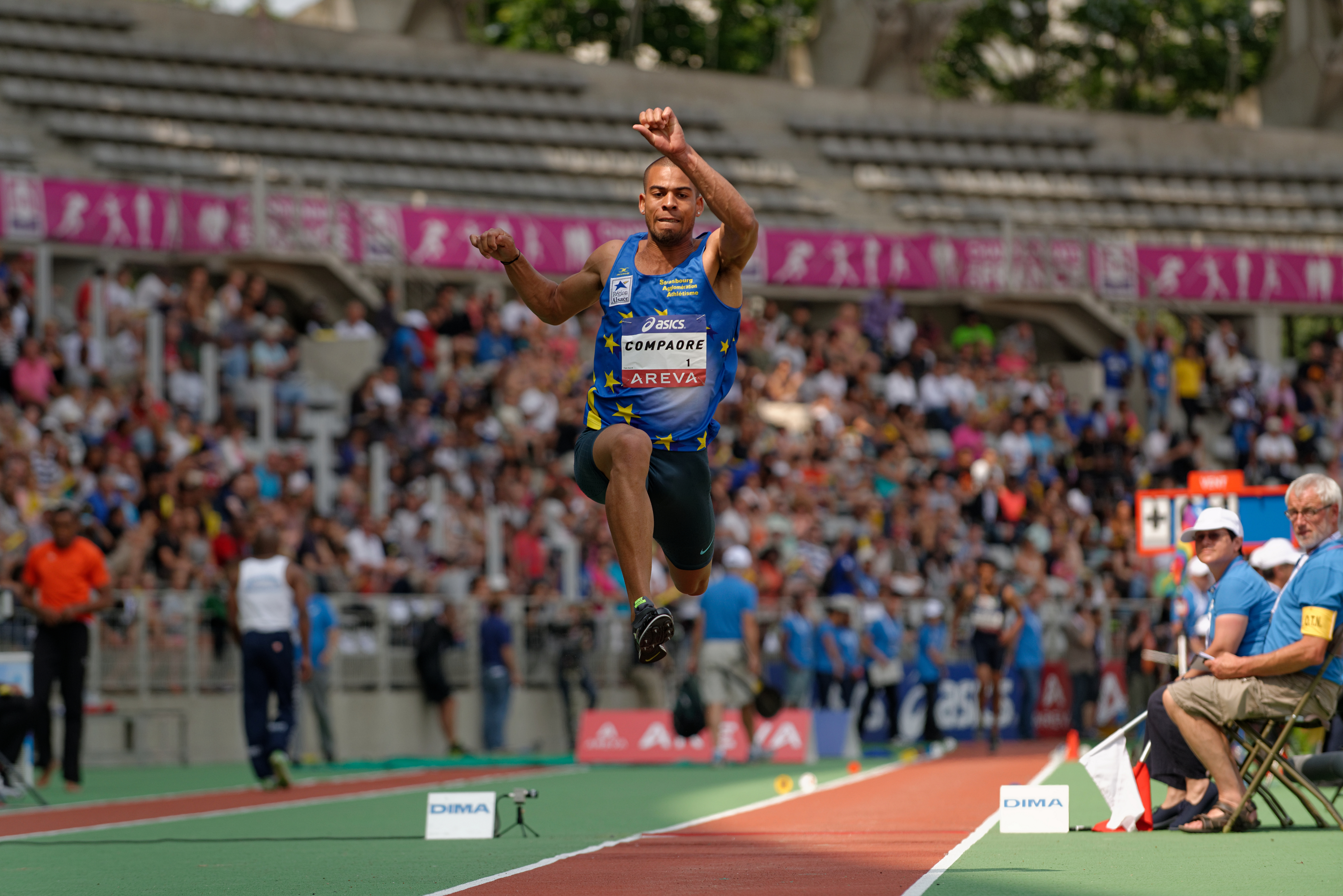
Benjamin Compaoré – 16,59 m
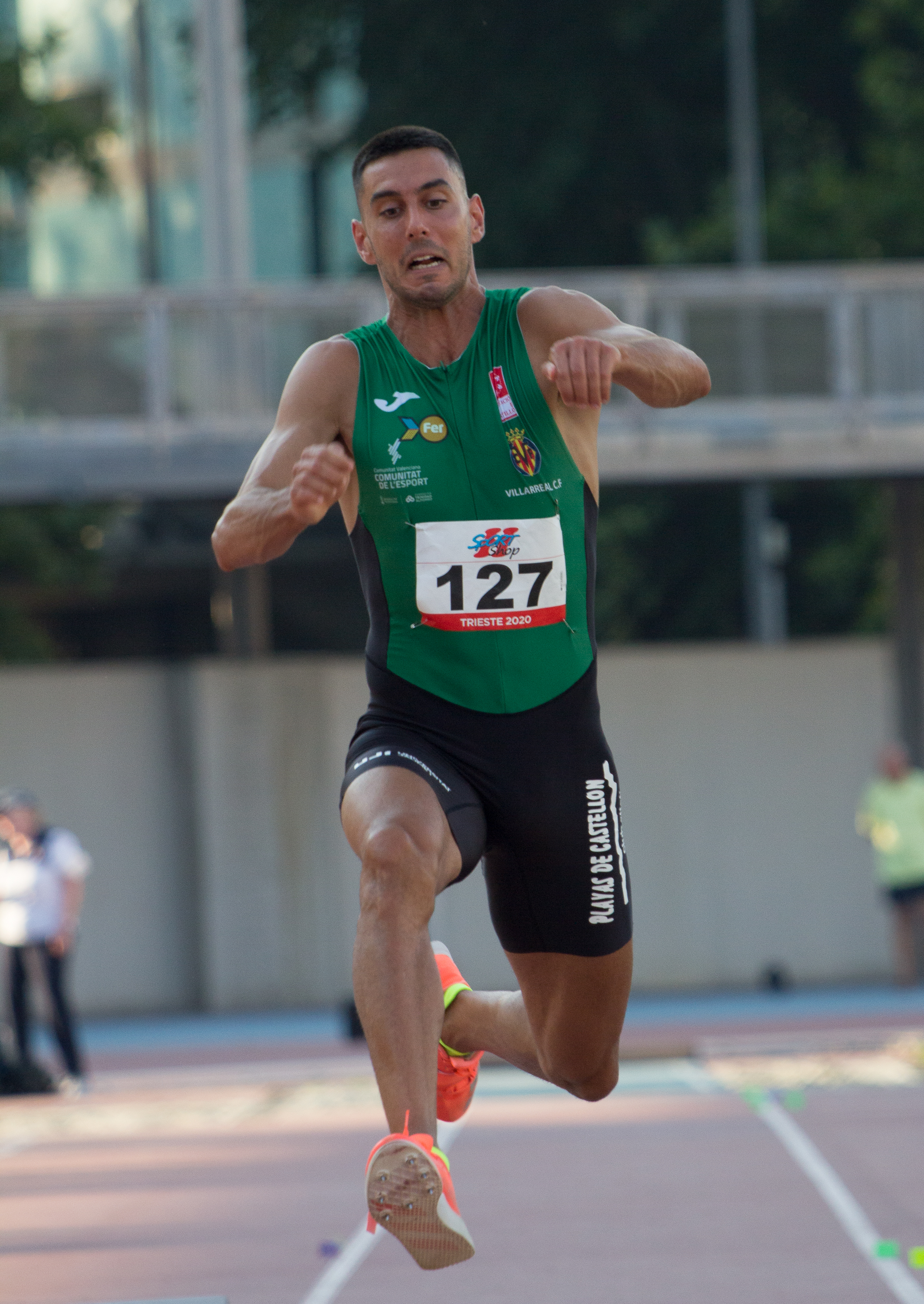
Pablo Torrijos – 15,87 m
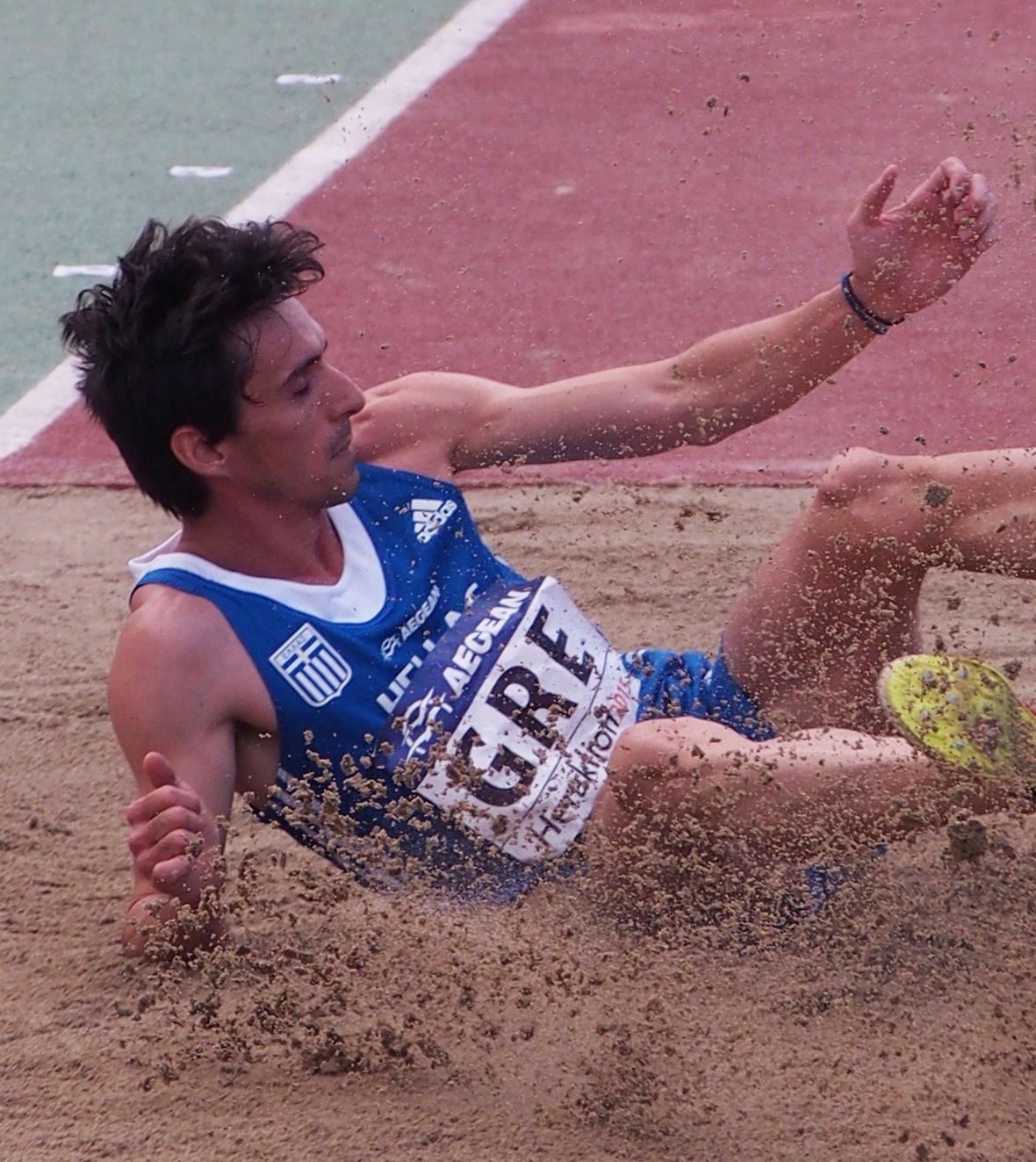
Dimitris Tsiamis – kein gültiger Sprung

### Finale

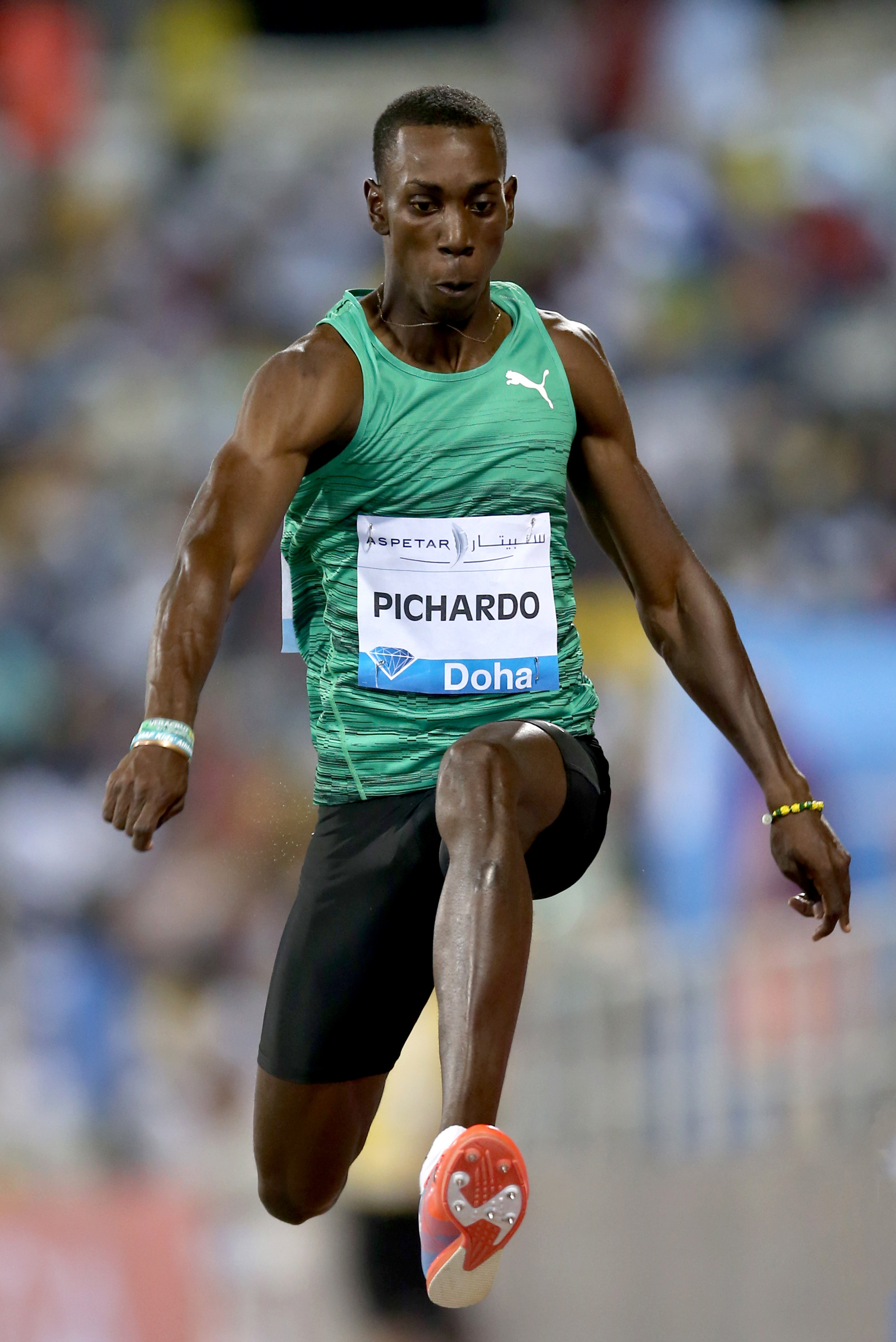
Pedro Pablo Pichardo – Olympiasieger mit fast achtzehn Metern und neuem Landesrekord

5. August 2021, 9:00 Uhr (2:00 Uhr MESZ)
| Platz | Name                 | Nation              | 1. Versuch Wind (m/s) | 2. Versuch Wind (m/s) | 3. Versuch Wind (m/s) | 4. Versuch Wind (m/s)                    | 5. Versuch Wind (m/s)                    | 6. Versuch Wind (m/s)                    | Resultat | Anmerkung |
| 1     | Pedro Pablo Pichardo | Portugal            | 17,61 / +0,4          | 17,61 / −0,7          | 17,98 / ±0,0          | x                                        | –                                        | x                                        | 17,98    | NR        |
| 2     | Zhu Yaming           | Volksrepublik China | 16,63 / +0,6          | 17,41 / +1,3          | 17,11 / −0,5          | 17,16 / +0,8                             | 17,57 / +1,7                             | 15,02 / +0,9                             | 17,57    | PB        |
| 3     | Hugues Fabrice Zango | Burkina Faso        | 15,91 / +0,4          | 16,83 / +1,0          | 17,47 / −0,2          | x                                        | 17,31 / +0,5                             | 17,43 / +0,6                             | 17,47    |           |
| 4     | Will Claye           | USA                 | 17,19 / +0,3          | x                     | 17,44 / +0,4          | 16,69 / +0,7                             | 17,04 / +0,6                             | 17,36 / ±0,0                             | 17,44    | SB        |
| 5     | Yasser Triki         | Algerien            | 17,30 / +0,6          | 17,42 / +1,0          | 17,40 / +0,2          | 17,08 / +1,2                             | 17,43 / +1,0                             | 17,10 / +0,4                             | 17,43    | NR        |
| 6     | Necati Er            | Türkei              | 16,84 / +0,9          | 15,27 / +0,9          | 17,25 / +0,3          | –                                        | x                                        | x                                        | 17,25    | SB        |
| 7     | Donald Scott         | USA                 | 17,15 / +0,3          | x                     | 16,86 / +0,1          | 17,18 / +1,1                             | 16,79 / +1,1                             | 16,95 / +0,8                             | 17,18    | SB        |
| 8     | Fang Yaoqing         | Volksrepublik China | 16,95 / +0,6          | 16,52 / +0,7          | 16,53 / +0,3          | 17,01 / +0,7                             | 14,60 / +1,0                             | 15,94 / +0,2                             | 17,01    |           |
|       |                      |                     |                       |                       |                       |                                          |                                          |                                          |          |           |
| 9     | Andrea Dallavalle    | Italien             | 16,62 / +0,2          | 16,85 / +1,0          | 16,74 / +0,7          | nicht im Finale der besten acht Springer | nicht im Finale der besten acht Springer | nicht im Finale der besten acht Springer | 16,85    |           |
| 10    | Cristian Nápoles     | Kuba                | x                     | 16,63 / +0,1          | x                     | nicht im Finale der besten acht Springer | nicht im Finale der besten acht Springer | nicht im Finale der besten acht Springer | 16,63    |           |
| 11    | Emmanuel Ihemeje     | Italien             | x                     | 16,52 / +0,2          | 16,04 / +0,5          | nicht im Finale der besten acht Springer | nicht im Finale der besten acht Springer | nicht im Finale der besten acht Springer | 16,52    |           |
| NMW   | Melvin Raffin        | Frankreich          | x                     | x                     | x                     | nicht im Finale der besten acht Springer | nicht im Finale der besten acht Springer | nicht im Finale der besten acht Springer | ogV      |           |

Im Finale hatte jeder Teilnehmer zunächst drei Versuche, die Weiten der Qualifikationsrunde wurden nicht gewertet. Den besten acht Athleten standen im Anschluss drei weitere Versuche zur Verfügung.
Für das Finale hatten sich jeweils zwei Springer aus China, den USA und Italien qualifiziert. Komplettiert wurde das Feld durch je einen Athleten aus Algerien, Burkina Faso, Frankreich, Kuba, Portugal und der Türkei. Christian Taylor, der Olympiasieger von 2012 und 2016, konnte verletzungsbedingt nicht dabei sein.
Mit 17,61 m übernahm der portugiesische Qualifikationsbeste Pedro Pablo Pichardo im ersten Durchgang die Führung. Drei weitere Athleten übertrafen hinter ihm ebenfalls die 17-Meter-Marke: der Algerier Yasser Triki (17,30 m), der zweifache Olympiazweite (2012/2016) Will Claye aus den USA (17,19 m) und Clayes Landsmann Donald Scott (17,15 m). Pichardo kam mit seinem zweiten Sprung auf exakt dieselbe Weite wie zuvor und hielt damit seine Spitzenposition. Dem zweitplatzierten Triki gelangen in Runde zwei 17,42 m, womit er sich dem Portugiesen bis auf neunzehn Zentimeter näherte. Der Chinese Zhu Yaming verbesserte sich auf 17,41 m und war damit Dritter. Mit seinem dritten Sprung auf 17,47 m mischte der amtierende Afrikameister Hugues Fabrice Zango aus Burkina Faso kräftig mit im Kampf um die Medaillen. Er war jetzt Zweiter vor Claye, der sich auf 17,44 m steigerte. Dahinter übertraf nun auch der Türke Necati mit seinen 17,25 m die 17-Meter-Marke und war damit Sechster. Ganz vorne aber vergrößerte Pichardo seinen Vorsprung mit einem Sprung auf 17,98 m, womit er einen portugiesischen Landesrekord aufstellte.
In Runde vier, dem ersten Finaldurchgang der besten Acht, steigerte sich der siebtplatzierte Scott auf 17,18 m, womit er allerdings weiterhin Siebter blieb. Hinter ihm gelang nun auch dem Chinesen Fang Yaoqing mit 17,01 m ein Sprung über siebzehn Meter.
Die Medaillen wurden endgültig in Durchgang fünf verteilt. Triki erzielte mit 17,43 m einen neuen Landesrekord, was jedoch nicht zu einer Medaille reichte. Er war jetzt mit einem Zentimeter Rückstand auf Claye Vierter. Doch dabei blieb es nicht. Zhu Yaming erzielte nun 17,57 m und verbesserte sich damit von Platz fünf auf den Silberrang. In Runde sechs gab es keine Änderungen mehr. Mit 41 Zentimetern Vorsprung und den drei weitesten Sprüngen der Konkurrenz wurde Pedro Pablo Pichardo Olympiasieger vor Zhu Yaming. Hugues Fabrice Zango konnte als Dritter den ersten Medaillengewinn in der olympischen Geschichte für sein Land Burkina Faso bejubeln. Nur um drei Zentimeter von einer Medaille entfernt kam Will Claye auf den vierten Platz. Einen weiteren Zentimeter zurück folgte Yasser Triki auf Rang fünf.

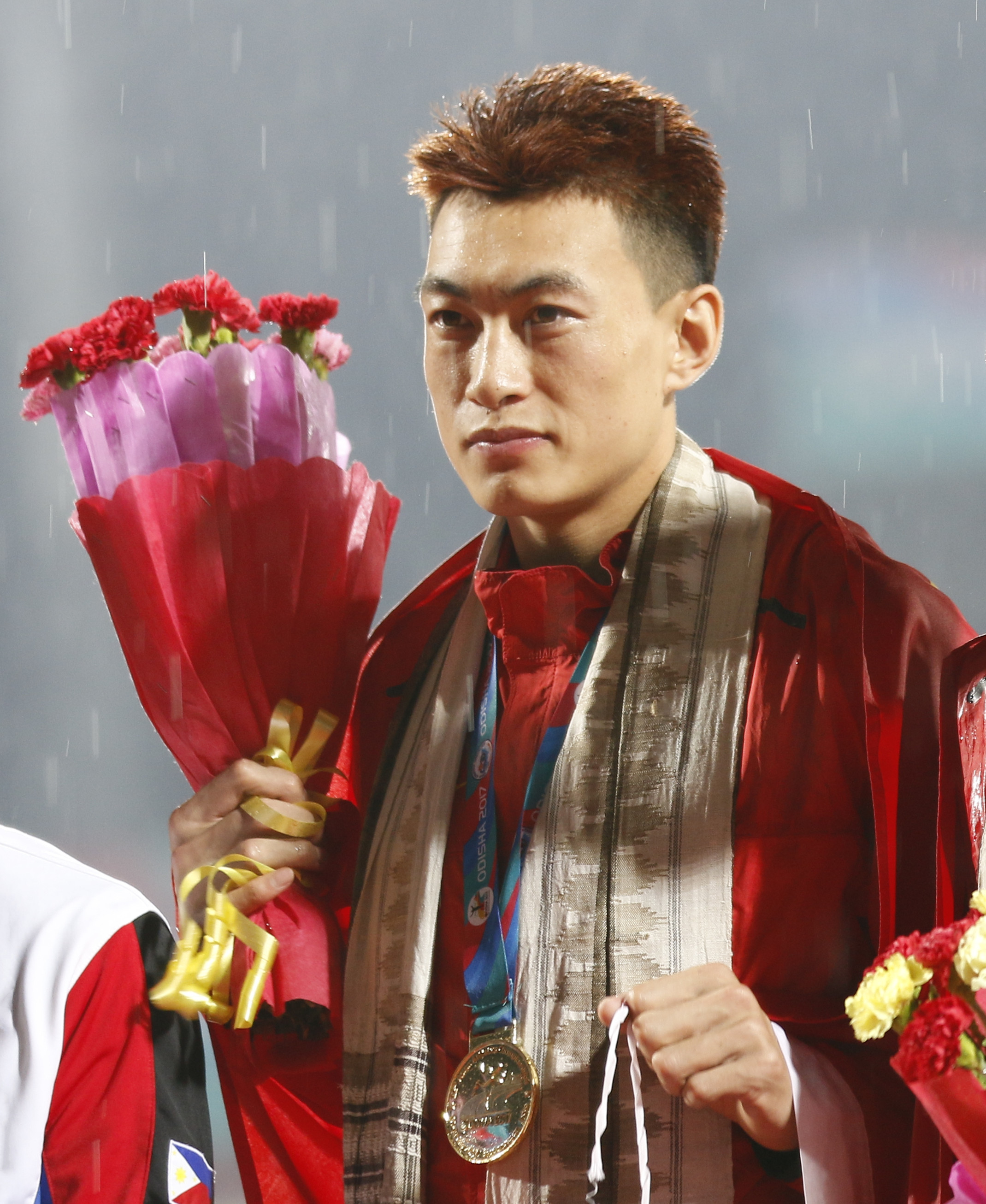
Silbermedaillengewinner Zhu Yaming
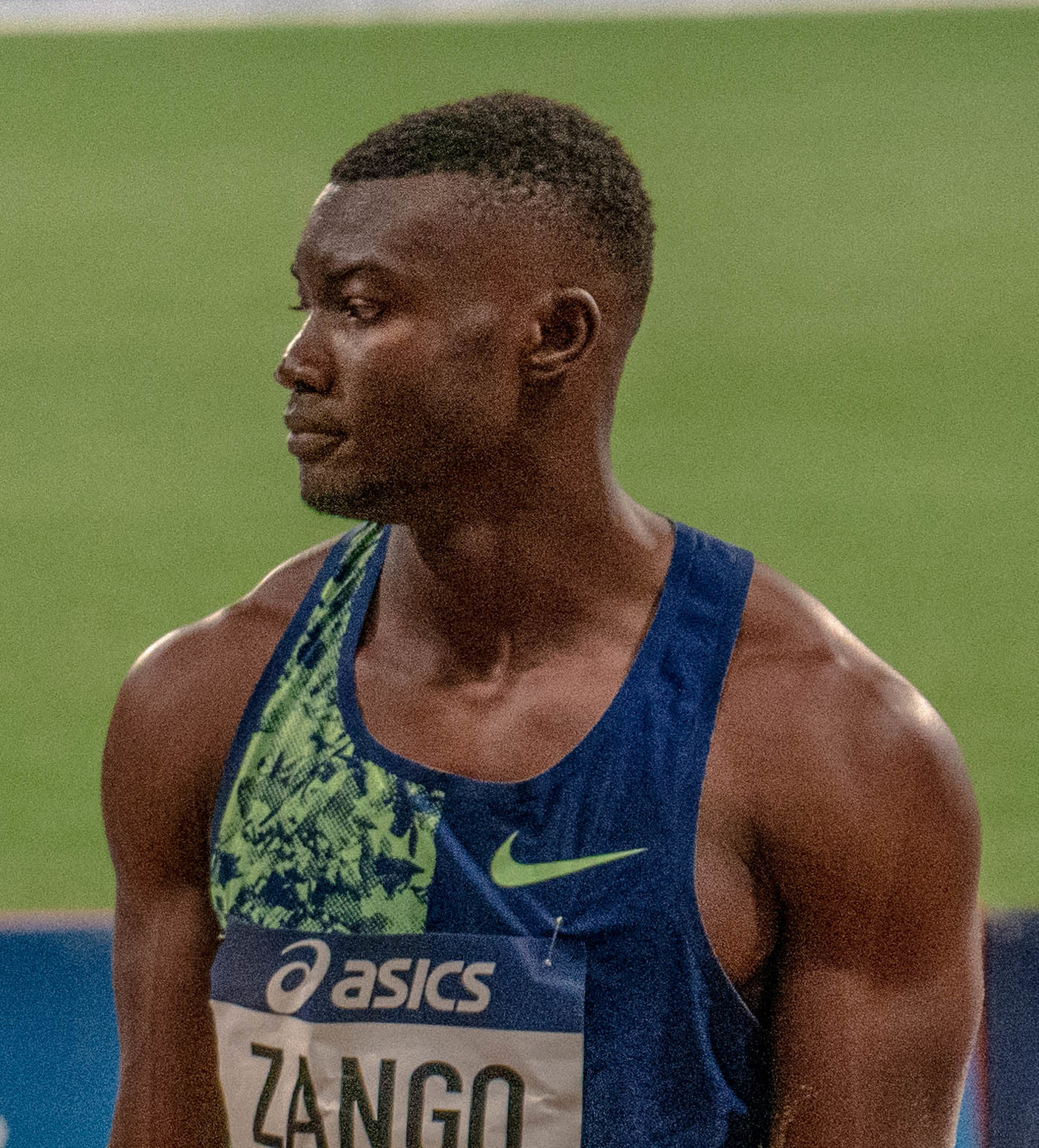
Hugues Fabrice Zango gewann mit Bronze die erste Medaille für sein Land Burkina Faso

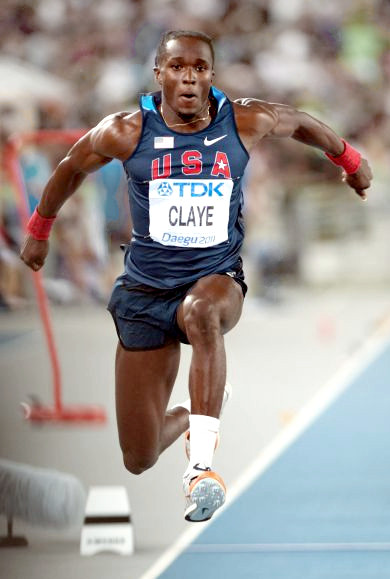
Will Claye belegte Rang vier
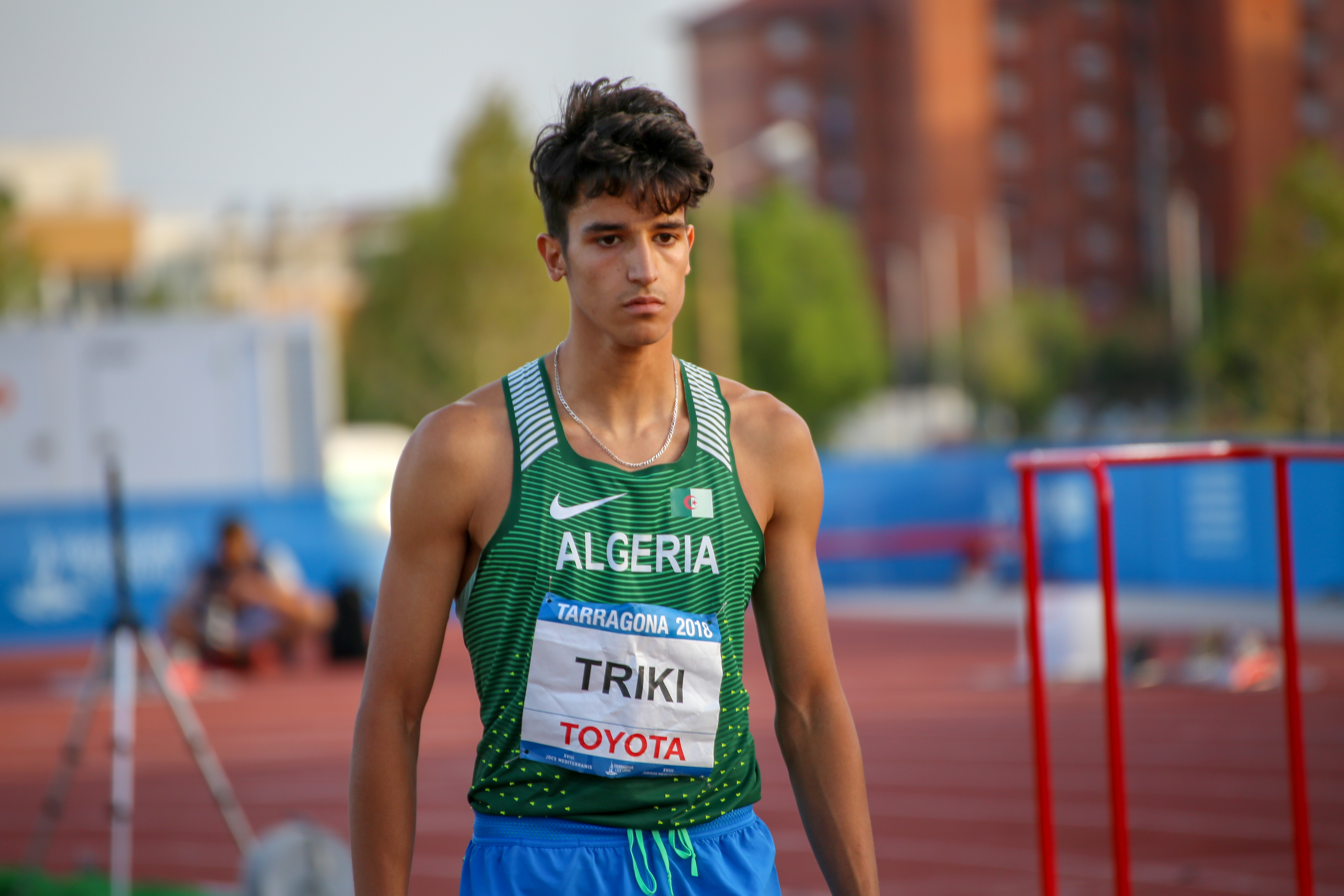
Yasser Triki kam auf den fünften Platz
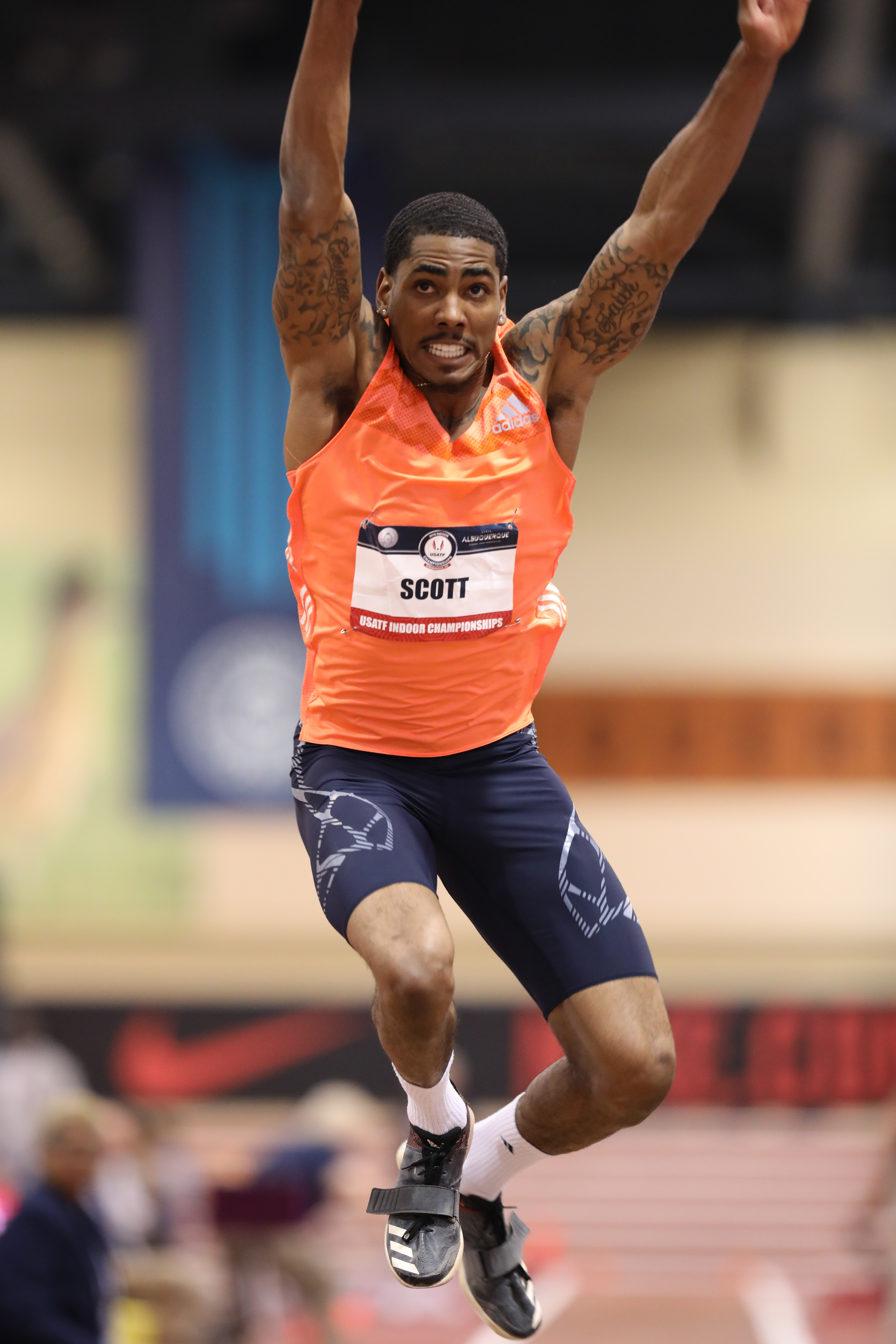
Donald Scott erreichte Platz sieben
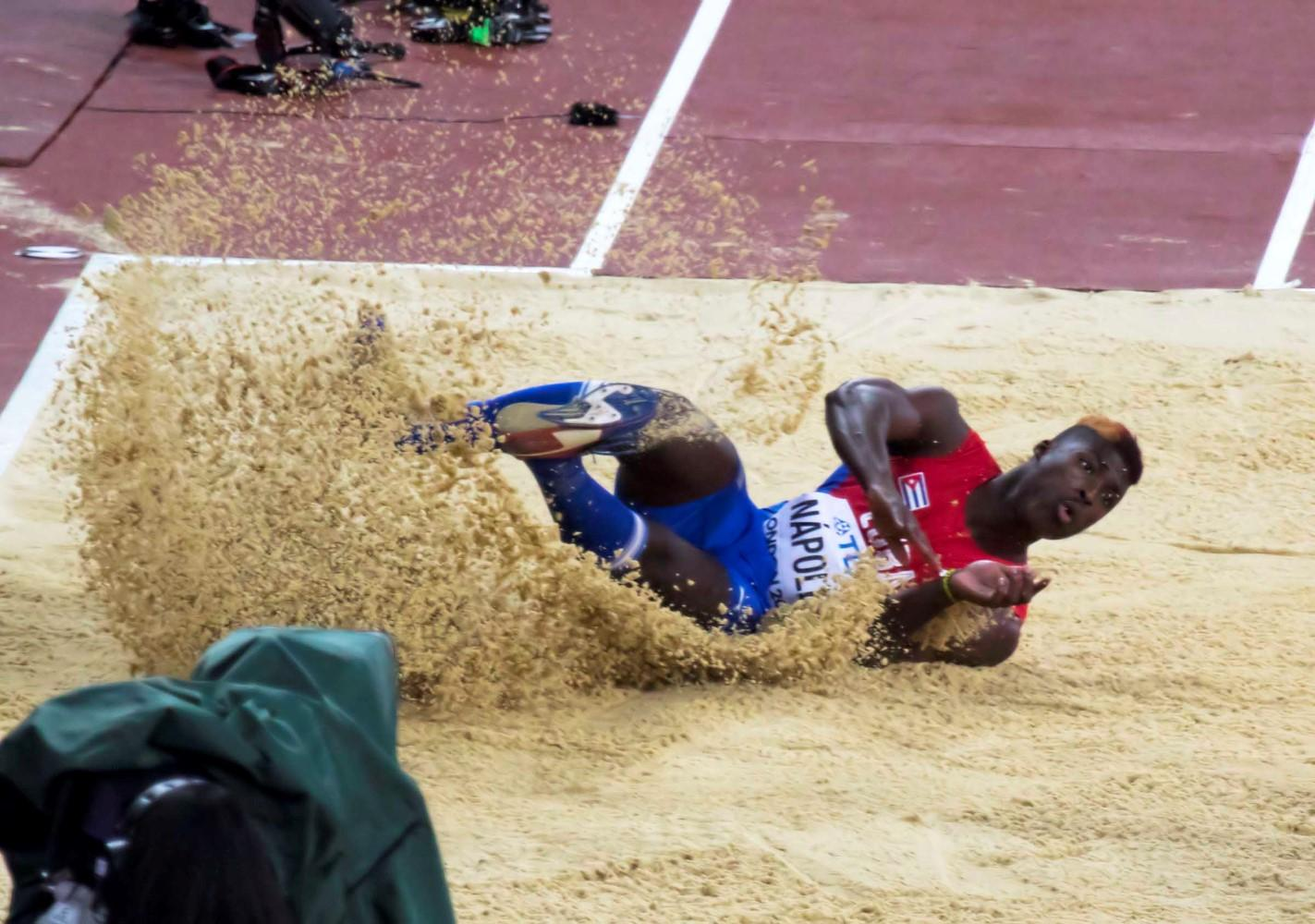
Der zehntplatzierte Cristian Nápoles

## Video
- Men's Triple Jump Final, Tokyo Replays, youtube.com, abgerufen am 25. Mai 2022